# 情動と記憶
本項では動物全般に関する情動と記憶（じょうどうときろく）についてを述べる。
情動は人間を含む動物に大きな影響を与えることがある。多くの研究は、最も鮮明な自伝的記憶は感情的な出来事に関する傾向があると示しており、それは中立的な出来事よりも、より頻繁に、より明確かつ詳細に思い出される可能性が高い。
情動によって強化された記憶保持の活動は、人類の進化に関連している可能性がある。発達の初期では、環境的出来事への対応動作は試行錯誤のプロセスとして進められたであろう。生き残れるかどうかは、生か死かの状況の中で繰り返され、または強化される行動パターンに依存していた。進化を通じて、この学習プロセスは、闘争・逃走反応と知られる本能として、人類および全ての動物種に遺伝的に組み込まれた。
トラウマ的な身体的情動的刺激を通じて、この本能を人工的に誘発すると、本質的に同じ生理学的状態が作り出される。

## 記憶における覚醒と感情価
情動の領域で最も一般的な枠組みの1つは、感情的経験は以下の2つの側面によってより特徴づけられると提案する。覚醒 (arousal) と感情価 (valence) である。
感情価の次元は、非常にポジティブなものから非常にネガティブなものまでわたり、覚醒の次元は、心を落ち着かせなだめるものから興奮させかき乱すものまでわたる。
これまでのほとんどの研究は、記憶に情動強化効果をもたらす重要な要素として、情動の覚醒次元に焦点を当ててきた。この効果については、記憶の形成と再構築の様々な段階に応じて、諸説がある。情動を伴う覚醒の方が情動を伴わない場合よりも、記憶力が優れていることが示されている。
PETスキャンの使用により科学者らは、「情動刺激」をもたらす写真が扁桃体の活動量を大幅に増加させることを確認した。フルオロ-2-デオキシグルコース (GDG PET) を使用して、中立的で (neutral) 嫌悪感のある (aversive) 映画を思い出した時の脳を調べる研究では、脳のグルコースと扁桃体の代謝率の間には、正の相関関係があった。扁桃体の活動はエピソード記憶の一部であり、有害な刺激によって生み出されたものであった。ごく最近の頭蓋脳波 (intracranial electroencephalography, iEEG) 研究では、より覚醒した経験をコード化した後、扁桃体がより顕著な海馬の鋭波リップル波 (Sharp waves and ripples, SWRs) を引き起こすことが判明した。これが記憶の固定化に重要な役割を果たすと考えられている。
しかし、ますます多くの研究が感情価の次元とその記憶への影響に専念している。これは、記憶に対する情動の影響をより完全に理解するため、不可欠なステップだと主張される。この次元を調査した研究では、感情価のみが記憶力を高めることが分かった。すなわち、 ネガティブあるいはポジティブな価数を持つ非覚醒的なことは、中立的なことよりも記憶に残りやすいということである。

### 情動とコード化
情報処理の観点でコード化とは、入ってくる刺激を解釈し、処理された情報を結合する過程を言う。
コード化レベルでは、以下のメカニズムが情動の記憶への影響媒介として提案されている。

#### 注意の選択性
イースターブルック（1959)のキュー (sensory cue) 利用理論は、高いレベルの覚醒が注意を狭めると予測した。これは刺激と有機体が敏感に反応する環境からの、キューの範囲の減少と定義された。この仮説によると、注意は主に刺激の詳細に焦点が当てられ、情動刺激の元の中心となる情報はコード化されるが、周辺的な詳細はコード化されない。
したがって、いくつかの研究は、情動を刺激する刺激（中立刺激との比較）の提示が中心的な詳細（情動刺激の外観または意味の中心的な詳細）みは記憶が強化され、周辺的な詳細の記憶には障害をもたらすことを示している。この仮説と一致するものは武器焦点効果 (weapon focus effect) の発見であり、犯罪の目撃者は銃やナイフを非常に詳細に記憶しているが、加害者の衣服や乗り物といった他の周辺的な詳細は記憶していない。実験室での再現で参加者は、シーン内の武器を見るのに不釣り合いな時間を費やすことが判明し、この注視時間は個人がその後に犯人を特定する可能性と反比例している。他の研究者は、覚醒は刺激に焦点を合わせる注意の持続時間を増加させ、それによって注意の離脱を遅らせる可能性があると示唆している。オクスナー（2000）は、さまざまな発見を要約し、注意の選択性と滞留時間に影響を与えることにより、覚醒刺激がより明確にコード化され、その結果、それらの刺激のより正確な記憶が得られることを提案した。